# Kate Hancock
Kate Hancock es una empresaria, oradora y asesora filipino-estadounidense. Es conocida por fundar Bintana Sa Paraiso y OC Facial Center. Hancock también es conocida como asesora empresarial y presentadora de podcasts para programas de tutoría.

## Biografía
Kate nació en Camiguin, Filipinas. Fundó la empresa de cuidado de la piel OC Facial Center en 2012. Está asociada a la Organización de Emprendedores. También es embajadora de la marca occidental de la Organización de Mujeres Emprendedoras.
Fue nominada para el premio Women in Business en 2019 por Orange County Business Journal y para los premios Women's Leadership en 2020 por Los Angeles Business Journal.